# Lo spettro (romanzo)
Lo spettro (Gjenferd) è un romanzo poliziesco di Jo Nesbø, pubblicato nel 2011. È il nono episodio della serie di Harry Hole.
Il libro è stato tradotto in danese, olandese, inglese, svedese, polacco, finlandese, italiano e numerose altre lingue.

## Trama
Harry Hole, ex commissario della polizia anticrimine di Oslo, è uscito dal tunnel dell'alcolismo ma ha dovuto rifugiarsi ad Hong Kong dove si è riciclato come poliziotto privato. Tornato in Norvegia si ritrova a dover difendere dall'accusa di omicidio Oleg, il ragazzino che ha praticamente adottato. Oleg è il figlio di Rakel, la donna che Harry ama da sempre, e si è ritrovato in un giro di droga internazionale.

## Edizioni in italiano
- Jo Nesbø, Lo spettro, legge: Romano De Colle, Feltre: Centro Internazionale del Libro Parlato, 2012
- Jo Nesbø, Lo spettro, traduzione di Eva Kampmann, Torino: Einaudi, 2012